# "Weird Al" Yankovic: The Ultimate Video Collection
"Weird Al" Yankovic: The Ultimate Video Collection è un DVD di 24 video di "Weird Al" Yankovic contenente alcuni dei suoi più celebri videoclip, compresi delle clip bonus.

## Tracce

### Video
1. Fat
2. Amish Paradise
3. It's All About the Pentiums
4. Smells Like Nirvana
5. You Don't Love Me Anymore
6. Bedrock Anthem
7. Gump
8. Jurassic Park
9. Headline News
10. Dare to Be Stupid
11. Eat It
12. Like a Surgeon
13. UHF
14. Money for Nothing/Beverly Hillbillies
15. One More Minute
16. I Lost on Jeopardy
17. This Is the Life
18. Living with a Hernia
19. Spy Hard
20. Ricky
21. Christmas at Ground Zero
22. I Love Rocky Road
23. Bob
24. The Saga Begins

### Clip Bonus
- I brevi video di Lousy Haircut, Livin' in the Fridge e Lasagna trasmessi nel The Weird Al Show.
- Il video di Another One Rides the Bus del The Tomorrow Show del 21 aprile 1981.
- My Bologna: un easter egg accessibile selezionando The Weird Al Show nella pagina extra.